# Jean-Paul Boëtius
Jean-Paul Boëtius, född 22 mars 1994, är en nederländsk fotbollsspelare (ytter) som spelar för Mainz 05 i Bundesliga.